# 푸어 리틀 리치 걸 (1917년 영화)
푸어 리틀 리치 걸(The Poor Little Rich Girl)은 미국에서 제작된 모리스 투르뇌 감독의 1917년 코미디, 드라마, 가족 영화이다. 메리 픽포드 등이 주연으로 출연하였고 아돌프 주커 등이 제작에 참여하였다.
이 영화는 문화적, 역사적, 미적 중요성으로 인해 미국 의회도서관에 의해 미국 국립영화등기부의 보존물로 선정되었다.

## 출연

### 주연
- 메리 픽포드

### 조연
- 찰스 웰슬리
- 프랭크 맥길린  시니어
- 마르샤 해리스
- 찰스 크레이그
- 허버트 프라이어
- 맥신 엘리어트 힉스
- 노라 세실

## 제작진
- 미술: 벤 캐리